# Lista de episódios de The Marvelous Misadventures of Flapjack
Esta página consiste em uma lista de episódios da série de desenho animado estadunidense The Marvelous Misadventures of Flapjack (no Brasil, As Trapalhadas de Flapjack). Nela estão constados o número dos episódios, o título original deles, o título em português que em alguns episódios é indisponível, e a data de estreia original de cada um (que ocorreu nos Estados Unidos).

## Resumo
| Temporada | Temporada | Temporada         | Temporada           | Temporada            |   |                   |                    |                     |
| --------- | --------- | ----------------- | ------------------- | -------------------- | - | ----------------- | ------------------ | ------------------- |
| Temporada | Temporada | Temporada         | Temporada           | Temporada            | 1 | 20 (40 segmentos) | 5 de junho de 2008 | 23 de julho de 2009 |
|           | 2         | 20 (38 segmentos) | 30 de julho de 2009 | 21 de junho de 2010  |   |                   |                    |                     |
|           | 3         | 6 (12 segmentos)  | 5 de julho de 2010  | 30 de agosto de 2010 |   |                   |                    |                     |

## Episódios

### Piloto eCapitão e a Unha do Pé(2007)
| Episódio (série)                                                                    | Episódio (temp.) | Título                                        | Estreia Original  |
| ----------------------------------------------------------------------------------- | ---------------- | --------------------------------------------- | ----------------- |
| 0a                                                                                  | 0a               | "Piloto" Pilot"                               | 6 de maio de 2007 |
| Flapjack e Bolha conhecem Falange.                                                  |                  |                                               |                   |
| 0b                                                                                  | 0b               | "Capitão e a Unha do Pé" Captain and ToeNeil" | 7 de maio de 2007 |
| Flapjack pega leite de Baleia para as unhas de Capitão Falange crescerem novamente. |                  |                                               |                   |

### Primeira Temporada (2008–2009)
| Episódio (série) | Episódio (temp.) | Título                                                                            | Escrito e storyboards por                                                                             | Estreia Original        |
| --- | ---------------- | --------------------------------------------------------------------------------- | --- | ----------------------- |
| 1a | 1a               | "Várias Léguas Sob o Mar" Several Leagues Under the Sea"                          | Thurop Van Orman e J. G. Quintel                                                                      | 5 de junho de 2008      |
| Depois de Flapjack se gabar da velocidade de Bolha, ela deve participar de uma corrida de baleias. |                  |                                                                                   | |                         |
| 1b | 1b               | "Eu te Vejo!" Eye Sea You"                                                        | John Infantino e Patrick McHale                                                                       | 5 de junho de 2008      |
| Falange e Flapjack espionam Bolha, para descobrir o que ela faz o dia inteiro. |                  |                                                                                   | |                         |
| 2a | 2a               | "Kid Níqueis" Kid Nickels"                                                        | Mike Roth e Pendleton Ward                                                                            | 12 de junho de 2008     |
| Falange aposta em Flapjack num jogo de Pôquer, e eles vão a falência. |                  |                                                                                   | |                         |
| 2b | 2b               | "A Doce Vida" The Sweet Life"                                                     | John Infantino e Patrick McHale                                                                       | 12 de junho de 2008     |
| Flapjack e Falange conhecem a mais rica de Porto Tempestade, Lady Nickelbottoms. |                  |                                                                                   | |                         |
| 3a | 3a               | "Várias Léguas Acima do Mar" Several Leagues Above the Sea!"                      | Kent Osborne                                                                                          | 19 de junho de 2008     |
| O irmão gêmeo do inventor malvado constrói um barco voador para impressionar Bolha, a baleia por quem ele está apaixonado. |                  |                                                                                   | |                         |
| 3b | 3b               | "Mas que Embrulho!" That's a Wrap!"                                               | J. G. Quintel                                                                                         | 19 de junho de 2008     |
| Numa busca para trocar papéis de bala com Luiz Hortelã por doce, Falange e Flapjack descobrem que um papel de bala marcado com um "x" que Luiz Hortelã deseja aponta o caminho para a Ilha Açúcar.                                                                    |                  |                                                                                   | |                         |
| 4a | 4a               | "Barba e Corte de Cabelo... Dois Amigos!" Shave and a Haircut... Two Friends!"    | John Infantino e Kent Osborne                                                                         | 26 de junho de 2008     |
| Quando Falange acredita que achou um mapa para a Ilha Açúcar, ele precisa que Flapjack o leia para descobrir o caminho. |                  |                                                                                   | |                         |
| 4b | 4b               | "Ilha Cammie" Cammie Island"                                                      | John Infantino e Patrick McHale                                                                       | 26 de junho de 2008     |
| Capitão Falange e Flapjack entram a bordo de um navio disfarçados, acreditando que este vai para a Ilha Açúcar. Em vez disso, eles acabam indo para a misteriosa Ilha Cammie e Flapjack se torna amigo da incompreendida (e solitária) monstra da ilha.               |                  |                                                                                   | |                         |
| 5a | 5a               | "Escolado" Skooled"                                                               | Mike Roth e Pendleton Ward                                                                            | 3 de julho de 2008      |
| Quando Flapjack descobre que não consegue determinar direções, ele e Falange decidem ir para a escola. |                  |                                                                                   | |                         |
| 5b | 5b               | "Snarkizado" Snarked"                                                             | Brett Varon                                                                                           | 3 de julho de 2008      |
| Quando Falange e Flapjack descobrem que Bolha foi sequestrada por um grupo de marinheiros conhecidos como Snarks, eles sobem escondidos em seu navio para procurá-la.                                                                                                 |                  |                                                                                   | |                         |
| 6a | 6a               | "Queimação nos Pés" Foot Burn"                                                    | Brett Varon                                                                                           | 10 de julho de 2008     |
| Flapjack e Capitão Falange sofrem de um sério caso de queimação nos pés depois de dormir no Sol. |                  |                                                                                   | |                         |
| 6b | 6b               | "Me dá a Minha Mão" Hand it Over"                                                 | John Infantino e Patrick McHale                                                                       | 10 de julho de 2008     |
| Falange é acusado por um pirata de ter roubado sua mão, levando Flapjack a acreditar que ele não passa de um mentiroso. |                  |                                                                                   | |                         |
| 7a | 7a               | "Como o Oeste era Divertido" How the West was Fun"                                | Mike Roth e Pendleton Ward                                                                            | 17 de julho de 2008     |
| Como presente de aniversário para Flapjack, Falange e Bolha o levam para navegar em direção ao Oeste em busca da Ilha Açúcar. |                  |                                                                                   | |                         |
| 7b | 7b               | "O Falange é um Rato Sujo" K'nuckles is a Filthy Rat"                             | Kent Osborne                                                                                          | 17 de julho de 2008     |
| Quando Falange está fora da cidade, Flapjack faz amizade com um rato cheio de doenças e dá a ele o nome de "Falange II". |                  |                                                                                   | |                         |
| 8a | 8a               | "Músculo de Sentar" Sittin' Muscle"                                               | Kent Osborne                                                                                          | 24 de julho de 2008     |
| Falange, Flapjack e Bolha vão para o "Fundo do Mundo", quando descobrem que o "músculo de sentar" do Falange (seu traseiro) foi deixado lá por um homem chamado Capitão Ridículo.                                                                                     |                  |                                                                                   | |                         |
| 8b | 8b               | "Nó tem Graça" Knot Funny"                                                        | Mike Roth e Pendleton Ward                                                                            | 24 de julho de 2008     |
| Quando o Capitão Falange acidentalmente amaldiçoa Flapjack com a incapacidade de falar, ele vai atrás de uma cura. |                  |                                                                                   | |                         |
| 9a | 9a               | "Procurando Amor nas Barricas Erradas" Lookin' for Love in All the Wrong Barrels" | Mike Roth e Pendleton Ward                                                                            | 31 de julho de 2008     |
| Depois de contar uma história do porque ele não confia nas mulheres, Capitão Falange acaba se apaixonando pelo seu próprio reflexo, acreditando ser uma linda mulher.                                                                                                 |                  |                                                                                   | |                         |
| 9b | 9b               | "Amigos de Barba" Beard Buddies"                                                  | Mike Roth e Pendleton Ward                                                                            | 31 de julho de 2008     |
| Quando Luiz Hortelã faz seu "Concurso Anual de Barba", prometendo a mão de sua filha em casamento ao vencedor, Falange entra no concurso com Flapjack fingindo ser sua barba.                                                                                         |                  |                                                                                   | |                         |
| 10a | 10a              | "Trocadilhos Com Trocadilho McKale" Pun Times with Punsie McKale"                 | John Infantino e Patrick McHale                                                                       | 7 de agosto de 2008     |
| Flapjack descobre que Luiz Hortelã está se preparando para o concurso de Trocadilhos de Porto Tempestade. |                  |                                                                                   | |                         |
| 10b | 10b              | "Equilíbrio" Balance"                                                             | Brett Varon                                                                                           | 7 de agosto de 2008     |
| W.D. Muttonfluffer, um cinematografista, visita Porto Tempestade e entretém a população com seus filmes mudos e em preto e branco. |                  |                                                                                   | |                         |
| 11a | 11a              | "Ilha do Gênio Mecânico" Mechanical Genie Island"                                 | Mike Roth e Brett Varon                                                                               | 14 de agosto de 2008    |
| Flapjack e Falange ficam presos numa ilha habitada por um Gênio Mecânico vivo depois de tentar pescar comida. |                  |                                                                                   | |                         |
| 11b | 11b              | "Vingança" Revenge"                                                               | Thurop Van Orman e J. G. Quintel                                                                      | 14 de agosto de 2008    |
| Falange diz a Flapjack que quanto mais inimigos tiver, melhor aventureiro ele será. |                  |                                                                                   | |                         |
| 12a | 12a              | "Ah, Irmão!" Oh Brother"                                                          | John Infantino e Patrick McHale                                                                       | 21 de agosto de 2008    |
| Desesperado para achar um irmão mais novo depois de Falange lhe chamar de bebê por estar irritando-o, Flapjack pergunta para Bolha de onde vem os bebês e por engano adota um pato como seu novo "bebê" que deve cuidar.                                              |                  |                                                                                   | |                         |
| 12b | 12b              | "O Falso Flapjack" Panfake"                                                       | J. G. Quintel e Kent Osborne                                                                          | 21 de agosto de 2008    |
| Quando a Barrica Doce é fechada pela Dona Tonhão devido a um mal entendido, Luiz Hortelã tenta mexer com fantoches para ganhar dinheiro. |                  |                                                                                   | |                         |
| 13a | 13a              | "Lidere-os e Chore" Lead 'Em and Weep"                                            | Mike Roth e Pendleton Ward                                                                            | 4 de dezembro de 2008   |
| Acreditando que Falange seja uma má influência, Bolha diz ao Flapjack para não mais segui-lo, e sim guiá-lo. |                  |                                                                                   | |                         |
| 13b | 13b              | "Ouriços do Mar" Sea Urchins"                                                     | Alex Hirsch e John Infantino                                                                          | 11 de dezembro de 2008  |
| Quando Bolha diz a Flapjack e a Falange para irem ao "lado ruim da cidade" para conseguir lustra-móveis, eles se metem em confusão com um grupo de garotos (que roubam suas coisas) e são desafiados a uma competição de dança para conseguirem suas coisas de volta. |                  |                                                                                   | |                         |
| 14a | 14a              | "Tempos de Baleia" Whale Times"                                                   | Steve Little, Kent Osborne, Alex Hirsch, John Infantino, Steve Little, Pendleton Ward, e Cindy Morrow | 12 de fevereiro de 2009 |
| Bolha se apaixona por uma baleia chamada Harvey, que sequestra Flapjack e Falange para trabalhar em sua fábrica na Ilha Da Roupa Suja, mas Bolha acha apenas que a estão ignorando quando fala com eles.                                                              |                  |                                                                                   | |                         |
| 14b | 14b              | "Picadas de Amor" Love Bugs"                                                      | Patrick McHale e Somvilay Xayaphone                                                                   | 12 de fevereiro de 2009 |
| Flapjack nega que está apaixonado pela Sally Xarope, mesmo com pequenos corações vermelhos brotando de sua cabeça. |                  |                                                                                   | |                         |
| 15a | 15a              | "Não Toque nas Minhas Pernas!" Sea Legs"                                          | Pendleton Ward e Alex Hirsch                                                                          | 5 de março de 2009      |
| Depois de Flapjack achar um par de pernas gigantes flutuando no mar, Falange as usa para aterrorizar o povo de Porto Tempestade. |                  |                                                                                   | |                         |
| 15b | 15b              | "Nada de Melado para Panquecas Velhas" No Syrup for Old Flapjacks"                | Patrick McHale e Somvilay Xayaphone                                                                   | 12 de março de 2009     |
| Bolha conta a Flapjack a origem de seu nome antes de ganhar suas primeiras panquecas especiais. |                  |                                                                                   | |                         |
| 16a | 16a              | "Homem Planta" Plant Man"                                                         | Kent Osborne                                                                                          | 19 de março de 2009     |
| Quando Flapjack descobre algumas frutas frescas (que não tem sido vistas há anos) e Falange as come, os dois vão até a Ilha Fruta para pegar mais. No entanto, um misterioso Homem Planta os atrapalha.                                                               |                  |                                                                                   | |                         |
| 16b | 16b              | "Cabeças de Peixe" Fish Heads"                                                    | John Infantino e Ghostshrimp                                                                          | 26 de março de 2009     |
| Dona Tonhão pega Flapjack e Falange sujando e os sentencia a trabalhos comunitários jogando cabeças de peixe fora. Doutor Barbeiro, no entanto, quer comprar as cabeças de peixe, mas logo eles descobrem suas verdadeiras intenções.                                 |                  |                                                                                   | |                         |
| 17a | 17a              | "Falta alguma Coisa" Something's a Miss"                                          | John Infantino e Kent Osborne                                                                         | 11 de junho de 2009     |
| Flapjack constantemente é confundido com uma garota, então ele e Falange tentam masculinizá-lo, mas descobrem que sua voz é o verdadeiro problema. |                  |                                                                                   | |                         |
| 17b | 17b              | "Vai Desejando" Gone Wishin' "                                                    | Pendleton Ward e Alex Hirsch                                                                          | 11 de junho de 2009     |
| Falange rouba o coração de uma Sereia Rainha, que é cheio de desejos (na forma de doces), com a intenção de ir com Flapjack até a Ilha Açúcar, mas eles rapidamente usam mal seus desejos e descobrem um terrível segredo sobre a sereia.                             |                  |                                                                                   | |                         |
| 18a | 18a              | "Ben Enganador" Ben Boozled"                                                      | John Infantino e Ghostshrimp                                                                          | 18 de junho de 2009     |
| Flapjack e Falange são capturados por um homem chamado Ben Enganador e são forçados a trabalhar em seu navio até Flapjack conseguir ser promovido a Capitão. |                  |                                                                                   | |                         |
| 18b | 18b              | "A Tristeza do Cruzeiro dos Doces" Candy Cruise Blues"                            | Kent Osborne John Infantino e Ghostshrimp                                                             | 25 de junho de 2009     |
| Flapjack e Falange sobem a bordo do cruzeiro dos doces, mas acidentalmente deixam Poseidon furioso quando destroem a figura de proa do navio (que era a imagem de sua filha).                                                                                         |                  |                                                                                   | |                         |
| 19a | 19a              | "Meu Anjo da Guarda Está Me Matando!" My Guardian Angel is Killing Me!!"          | Pendleton Ward e Alex Hirsch                                                                          | 2 de julho de 2009      |
| Bolha diz que Flapjack é o anjo da guarda de Falange, mas quando ele o irrita por protegê-lo demais, Falange finge sua própria morte para ter um pouco de paz. |                  |                                                                                   | |                         |
| 19b | 19b              | "Querido Diário" Dear Diary"                                                      | Patrick McHale e Somvilay Xayaphone                                                                   | 9 de julho de 2009      |
| Quando Falange e Bolha leem o diário secreto de Flapjack, ele decide viver como um eremita numa ilha remota, para manter seus segredos a salvo. |                  |                                                                                   | |                         |
| 20a | 20a              | "Diamantes no Esgoto" Diamonds in the Stuff"                                      | Kent Osborne Pendleton Ward e Alex Hirsch                                                             | 16 de julho de 2009     |
| Caçoados por um menino rico chamado Lorde Risadinha por serem pobres, Flapjack e Falange vão em busca dos diamantes que ele diz jogar nos esgotos por diversão. |                  |                                                                                   | |                         |
| 20b | 20b              | "Hi Hi Antiácido" TeeHee Tummy Tums"                                              | Kent Osborne Patrick McHale e Somvilay Xayaphone                                                      | 23 de julho de 2009     |
| Flapjack aprende com Falange sobre um homem que vende pentes por doces. Quando descobre que sua família está numa péssima situação financeira, Flapjack decide ajudar o homem, Hi Hi Antiácido, a vender seus pentes.                                                 |                  |                                                                                   | |                         |

### Segunda Temporada (2009–2010)
| Episódio (série) | Episódio (temp.) | Título                                                                               | História por                    | Estreia Original       |
| --- | ---------------- | ------------------------------------------------------------------------------------ | ------------------------------- | ---------------------- |
| 21a | 1a               | "A Garrafa Mágica" Jar She Blows!"                                                   | Kent Osborne                    | 30 de julho de 2009    |
| Falange acidentalmente prende Flapjack num jarro tentando conseguir doces da Ilha Açúcar. Ao cair na água dentro do jarro, Flapjack entra numa grande jornada buscando o caminho de volta pra casa. |                  |                                                                                      |                                 |                        |
| 21b | 1b               | "Atrás da Cortina" Behind the Curtain"                                               | Jackie Buscarino                | 30 de julho de 2009    |
| Flapjack e Falange tentam fugir da casa da Dona Tonhão depois de tentar roubar suas multas. No entanto, descobrem que ela tem uma queda pelo velho Capitão. |                  |                                                                                      |                                 |                        |
| 22a | 2a               | "Feche a Porta" SHUT IT"                                                             | Kent Osborne                    | 6 de agosto de 2009    |
| Depois de uma briga envolvendo a porta da Bolha (seu dente), Flapjack e Falange decidem se fantasiar um como o outro para descobrir quem tem a vida mais difícil. |                  |                                                                                      |                                 |                        |
| 22b | 2b               | "Quem Engana Quem?" Who's Moochin' Who?"                                             | Jackie Buscarino                | 6 de agosto de 2009    |
| Quando Dona Tonhão proíbe Flapjack e Falange de pisarem em Porto Tempestade até pagarem suas multas, eles acolhem um garoto rico, esperando dinheiro em troca de sua amizade. |                  |                                                                                      |                                 |                        |
| 23a | 3a               | "Lá na Lua" Over the Moon"                                                           | Steve Little                    | 13 de agosto de 2009   |
| Quando Flapjack e Falange ficam presos na Lua depois de fugir do Willy-Oito-Braços, eles descobrem que ela pode levá-los até a Ilha Açúcar. |                  |                                                                                      |                                 |                        |
| 23b | 3b               | "Cem Por Censo" 100 Percensus"                                                       | Steve Little                    | 13 de agosto de 2009   |
| Falange se recusa a participar de um Censo que Flapjack está fazendo porque não consegue contar até quatro. |                  |                                                                                      |                                 |                        |
| 24a | 4a               | "Tirando o Chapéu" Off with His Hat"                                                 | Jackie Buscarino                | 20 de agosto de 2009   |
| Quando Flapjack tenta ajudar Falange a procurar seu chapéu perdido numa ilha cheia de chimpanzés, eles acabam descobrindo uma pesquisadora que vive com os animais. Com sua ajuda, eles devem chegar até "O Lugar de Encontro Secreto": um vulcão ativo que Falange deve atravessar para conseguir seu chapéu de volta. |                  |                                                                                      |                                 |                        |
| 24b | 4b               | "Falange e seu Hilário Problema" K'nuckles and His Hilarious Problem"                | Steve Little                    | 20 de agosto de 2009   |
| Flapjack tenta acabar com o vício de Doces de Capitão Falange. |                  |                                                                                      |                                 |                        |
| 25a | 5a               | "Calça Chique" Fancy Pants"                                                          | Steve Little                    | 27 de agosto de 2009   |
| Falange precisa arrumar uma "Calça Chique" para entrar na nova área VIP da Barrica Doce. |                  |                                                                                      |                                 |                        |
| 25b | 5b               | "Problema Fofo" Cuddle Trouble"                                                      | Kent Osborne                    | 3 de setembro de 2009  |
| Flapjack descobre que tem um "problema fofo" depois de passar a noite fora da Bolha, então tenta achar o motivo e a cura. |                  |                                                                                      |                                 |                        |
| 26a | 6a               | "Quem é Esse no Espelho?" Who's that Man in the Mirror?"                             | Jackie Buscarino                | 10 de setembro de 2009 |
| Quando Falange se recusa a perder peso, ele se arrisca a perder Flapjack para um aventureiro de verdade. |                  |                                                                                      |                                 |                        |
| 26b | 6b               | "Finais Infelizes" Unhappy Endings"                                                  | Kent Osborne                    | 17 de setembro de 2009 |
| Cansados de histórias com finais felizes, Falange e Flapjack vão em busca de uma sem um. No entanto, suas imaginações rapidamente trabalham rápido. |                  |                                                                                      |                                 |                        |
| 27a | 7a               | "S.S. Falange" S.S. K'nuckies"                                                       | Kent Osborne                    | 24 de setembro de 2009 |
| Bolha fica com ciúmes do barco novo de Falange, enquanto isso o antigo dono do barco está atrás de Falange e Flapjack para matá-los por possuí-lo. |                  |                                                                                      |                                 |                        |
| 27b | 7b               | "Bala Casanova" Candy Casanova"                                                      | Steve Little                    | 1 de outubro de 2009   |
| Flapjack fica de olho na Esposa Doce enquanto Luiz Hortelã está fora da cidade, o que gera muito ciúme em Falange. |                  |                                                                                      |                                 |                        |
| 28a | 8a               | "Afundando o Navio" Down with the Ship"                                              | Jackie Buscarino                | 8 de outubro de 2009   |
| Falange quer provar ser um capitão de verdade visitando um velho navio afundado que contém seus "documentos de capitão". |                  |                                                                                      |                                 |                        |
| 28b | 8b               | "Willy!" Willy! (Or Won't He?)"                                                      | Kent Osborne                    | 15 de outubro de 2009  |
| Flapjack tem que capturar Willy-Oito-Braços para provar ser um aventureiro de verdade. |                  |                                                                                      |                                 |                        |
| 29a | 9a               | "A Dor de Barriga da Bolha" Bubbie's Tummy Ache"                                     | Steve Little                    | 22 de outubro de 2009  |
| Quando Bolha fica com dor de barriga, Flapjack deve ir numa perigosa jornada em sua barriga para ajudá-la. |                  |                                                                                      |                                 |                        |
| 29b | 9b               | "Cuidem da Loja, Mas Não Olhem na Gaveta!" Mind the Store, Don't Look in the Drawer" | Steve Little                    | 29 de outubro de 2009  |
| Dr. Barbeiro deixa Flapjack e Falange cuidando de sua barbearia/clínica, com uma regra muito importante: eles não podem abrir a gaveta da escrivaninha. No entanto, eles são muito curiosos. |                  |                                                                                      |                                 |                        |
| 30a | 10a              | "Aposentadoria, por favor!" Please Retire!"                                          | Jackie Buscarino                | 5 de novembro de 2009  |
| Falange e Flapjack visitam um clube de contar histórias, onde Falange descobre que suas histórias podem estar um pouco fora de moda. |                  |                                                                                      |                                 |                        |
| 30b | 10b              | "Embaixo de um Monstro do Mar" Under the Sea Monster"                                | Kent Osborne                    | 12 de novembro de 2009 |
| Flapjack engana Falange, convencendo-o de que existe um monstro do mar atacando Porto Tempestade. |                  |                                                                                      |                                 |                        |
| 31a | 11a              | "Flapjack vai a Festa" Flapjack Goes to a Party"                                     | Jackie Buscarino                | 19 de novembro de 2009 |
| Flapjack é convidado para uma festa de aniversário, mas se sente envergonhado quando as outras crianças dizem que Falange e Bolha são estranhos, incluindo ele mesmo. |                  |                                                                                      |                                 |                        |
| 31b | 11b              | "Reu Ramo Rocê" Rye Ruv Roo"                                                         | Jackie Buscarino e Kent Osborne | 10 de dezembro de 2009 |
| Flapjack finge ser o cachorro perdido de Lady Níquelcheio enquanto Falange procura o verdadeiro cão. |                  |                                                                                      |                                 |                        |
| 32 | 12               | "Dia da Maré Baixa" Low Tidings"                                                     | Kent Osborne                    | 3 de dezembro de 2009  |
| No primeiro especial de meia hora de Natal, Flapjack celebra "Dia da Maré Baixa" e espera seus presentes de Poseidon, enquanto Falange tenta achar um lugar para se esconder dos Sereios que tentam machucá-lo por ser uma má pessoa.                                                                                   |                  |                                                                                      |                                 |                        |
| 33a | 13a              | "Vem pra casa, Capitão!" Come Home, Cap'n!"                                          | Kent Osborne                    | 4 de março de 2010     |
| Bolha expulsa Falange de casa depois de uma briga, para mais tarde Flapjack descobrir que foi mais sério do que ele pensava. |                  |                                                                                      |                                 |                        |
| 33b | 13b              | "O Homem Mais Rápido do Mundo" Fastest Man Alive"                                    | Steve Little e Kent Osborne     | 11 de março de 2010    |
| Quando um policial gordinho constrói a primeira bicicleta de Porto Tempestade, Flapjack e Falange descobrem que é impossível fugir de sua escolta. |                  |                                                                                      |                                 |                        |
| 34a | 14a              | "Ah, seu Animal!" Oh, You Animal!"                                                   | Jackie Buscarino e Kent Osborne | 18 de março de 2010    |
| Bolha (e mais tarde Falange) tentam salvar Flapjack de uma velha mulher que pensa que ele é uma criança perdida. |                  |                                                                                      |                                 |                        |
| 34b | 14b              | "O Retorno da Selly Xarope" The Return of Sally Syrup"                               | Jackie Buscarino                | 5 de abril de 2010     |
| Sally Xarope, para seu desgosto, volta para Porto Tempestade e Flapjack tenta convencê-la de que não é um lugar tão ruim assim. |                  |                                                                                      |                                 |                        |
| 35a | 15a              | "Zé Preguiça" Lazy Bones"                                                            | Steve Little                    | 12 de abril de 2010    |
| Quando Falange ganha uma competição por ser o homem mais preguiçoso de Porto Tempestade, o antigo vencedor acaba sequestrando Flapjack para se vingar. |                  |                                                                                      |                                 |                        |
| 35b | 15b              | "Dois Velhos e um Baú" Two Old Men and a Lock Box"                                   | Steve Little                    | 19 de abril de 2010    |
| Flapjack e Falange tentam se tornar amigos de dois velhos homens que possuem um tesouro da Ilha Açúcar. |                  |                                                                                      |                                 |                        |
| 36a | 16a              | "Bum!" Bam!"                                                                         | Steve Little                    | 26 de abril de 2010    |
| Falange é intimidado por um grupo de marinheiros da Barrica Doce e Flapjack tenta convencê-lo que ele é um ótimo aventureiro. |                  |                                                                                      |                                 |                        |
| 36b | 16b              | "Perdidos na Ilha" Lost at Land"                                                     | Kent Osborne                    | 3 de maio de 2010      |
| Falange e Flapjack acabam presos numa estranha ilha e não conseguem localizar o oceano. |                  |                                                                                      |                                 |                        |
| 37a | 17a              | "Só um Beijo" Just One Kiss"                                                         | Jackie Buscarino                | 10 de maio de 2010     |
| Falange e Luiz Hortelã fazem uma aposta e no fim, o vencedor ganha um beijo da Esposa Doce. |                  |                                                                                      |                                 |                        |
| 37b | 17b              | "Um Desejo não tão Bom" Wishing Not So Well"                                         | Kent Osborne                    | 17 de maio de 2010     |
| Falange recebe algo que sempre quis, mas logo muda de ideia sobre o que quer. |                  |                                                                                      |                                 |                        |
| 38a | 18a              | "M de Marinha" N is for Navy"                                                        | Steve Little                    | 24 de maio de 2010     |
| Flapjack decide entrar na Marinha. |                  |                                                                                      |                                 |                        |
| 38b | 18b              | "O Que Está te Comendo Capitão?" What's Eatin' Ya, Cap'n?"                           | Kent Osborne e Sean Szeles      | 31 de maio de 2010     |
| Falange descobre que tem um problema vergonhoso. |                  |                                                                                      |                                 |                        |
| 39a | 19a              | "Estou Tão Orgulhoso de Mim" I'm So Proud of Me"                                     | Kent Osborne                    | 7 de junho de 2010     |
| Flapjack fica chateado quando sua foto aparece no jornal. |                  |                                                                                      |                                 |                        |
| 39b | 19b              | "Um Dia sem Risos" A Day Without Laughter"                                           | Steve Little                    | 28 de junho de 2010    |
| Flapjack tenta ajudar Lolly Poopdeck a conseguir algum respeito. |                  |                                                                                      |                                 |                        |
| 40 | 20               | "Todos a Bordo!" All Hands on Deck"                                                  | Kent Osborne                    | 21 de junho de 2010    |
| Ocorrem graves consequências quando Flapjack se passa por um marinheiro. |                  |                                                                                      |                                 |                        |

### Terceira Temporada (2010)
| Episódio (série) | Episódios (temp.) | Título                                                                                              | História por | Estreia Original                            |
| --- | ----------------- | --------------------------------------------------------------------------------------------------- | ------------ | ------------------------------------------- |
| 41a | 1a                | "Cuidado com o que Pesca" Careful What You Fish For"                                                | Dave Tennant | 5 de julho de 2010                          |
| Quando Luiz Hortelã perde a Barrica Doce, Flapjack e Falange são obrigados a pescar para conseguir comida.                                                                   |                   | |              |                                             |
| 41b | 1b                | "Prefeito não Pode!" Mayor May Not"                                                                 | Sean Szeles  | 12 de julho de 2010                         |
| Falange se torna o novo prefeito de Porto Tempestade. |                   | |              |                                             |
| 42a | 2a                | "Acredito em Tudo!" I'm a Believer"                                                                 | Sean Szeles  | 19 de julho de 2010                         |
| Quando Falange continua a enganar as pessoas e culpar os fantasmas, Flapjack consulta Jaude, uma expert em fantasmas de Porto Tempestade para ver se eles realmente existem. |                   | |              |                                             |
| 42b | 2b                | "Podemos te Alugar, Mentiroso?" Liar, Liar, You for Hire?"                                          | Sean Szeles  | 26 de julho de 2010                         |
| Falange diz que sabe onde fica a Ilha Açúcar, mas é pego de surpresa por sua mentira.                                                                                        |                   | |              |                                             |
| 43a | 3a                | "Amigo Doce" Candy Colleague"                                                                       | Dave Tennant | 2 de agosto de 2010                         |
| Flapjack faz um amigo de doces pro Dr. Barbeiro. |                   | |              |                                             |
| 43b | 3b                | "Essas Botas Foram Feitas para Andar na Sua Cara" These Boots Were Made for Walking (On Your Face)" | Dave Tennant | 9 de agosto de 2010                         |
| Falange muda seu rosto para evitar problemas depois de roubar botas, mas acaba se dando mal.                                                                                 |                   | |              |                                             |
| 44a | 4a                | "Aventureiro da Mentira" HighLandLubber"                                                            | Dave Tennant | 16 de agosto de 2010                        |
| O aventureiro Ponce de Lee-roy convence Falange de que ele é imortal. |                   | |              |                                             |
| 44b | 4b                | "Quem Deixou Todos Esses Gatos Fugirem?" Who Let the Cats Out of the Old Bag's House?"              | Sean Szeles  | 16 de agosto de 2010                        |
| Flapjack causa uma infestação de gatos em Porto Tempestade. |                   | |              |                                             |
| 45a | 5a                | "Tempestade de Sundae" Parfait Storm"                                                               | Dave Tennant | 23 de agosto de 2010                        |
| Flapjack e Falange tentam tirar vantagem do pânico causado pelo clima. Falange diz que acontece todo ano que ele está certo.                                                 |                   | |              |                                             |
| 45b | 5b                | "Falange, não Seja um Herói" K'nuckles, Don't Be a Hero"                                            | Dave Tennant | 23 de agosto de 2010                        |
| Flapjack e Falange causam estragos numa civilização nas nuvens. (Este episódio é conhecido como Balloon Boy (Garoto Balão) na iTunes.)                                       |                   | |              |                                             |
| 46a | 6a                | "Bandido dos Doces" Catch Me If You Candy"                                                          | Dave Tennant | 30 de agosto de 2010                        |
| Falange é acusado de roubar doces, então Flapjack tenta limpar seu nome. |                   | |              |                                             |
| 46b | 6b                | "Peixe Fora D'Água" Fish Out of Water"                                                              | Dave Tennant | 30 de agosto de 2010 20 de novembro de 2010 |
| Falange e Flapjack experimentam uma nova bebida na Barrica Doce, mas quando bebem muito, esta os transforma em peixes.                                                       |                   | |              |                                             |